# 若林啓史
若林 啓史（わかばやし ひろふみ、1963年 - ）は、日本の外交官。在イラン日本国大使館公使を経て、東北大学大学院法学研究科教授。パピルス賞受賞。

## 経歴・人物
福岡県北九州市門司区生まれ。1986年に東京大学法学部卒業後、外務省に入省。
アラビア語研修(1987年-1989年シリア、1989年-1990年イギリスオックスフォード大学)、1990年在イラク日本国大使館、1991年在ヨルダン日本国大使館在勤を経て、1992年帰国。
2001年山梨県警察本部警務部長。2003年在イラン日本国大使館参事官。2006年内閣府国際平和協力本部事務局参事官。2010年在シリア日本国大使館公使。2013年在オマーン日本国大使館公使。2015年在イラン日本国大使館公使。2016年東北大学大学院法学研究科教授。2019年東北大学大学院法学研究科客員教授。
2003年には著書『聖像画論争とイスラーム』で第1回パピルス賞を受賞した。

## 同期
- 石川浩司（22年シンガポール大使・20年官房長・19年南部アジア部長）
- 岩間公典（22年バングラデシュ大使・20年デュッセルドルフ総領事）
- 牛尾滋（22年南アフリカ大使・19年ポルトガル大使・18年アフリカ部長）
- 宇山智哉（21年WTO事務局長上級補佐官）
- 大鷹正人（24年タイ大使・20年ハンガリー大使・19年外務報道官）
- 片江学巳（23年ルーマニア大使・20年瀋陽総領事）
- 河原節子（22年デュッセルドルフ総領事・21年公務員研修所副所長・18年フランクフルト総領事）
- 木村徹也（22年東ティモール大使・20年国連日本政府代表部大使・17年ミュンヘン総領事）
- 四方敬之（24年マレーシア大使・21年内閣広報官・20年外務省経済局長）
- 進藤雄介（21年在デトロイト日本国総領事・18年パキスタン公使・15年軍縮会議公使）
- 鈴木量博（23年オーストラリア大使・20年トルコ大使・18年北米局長）
- 中村安志（09年中南米局南米課課長補佐）
- 久島直人（22年中曾根康弘世界平和研究所・20年国際平和協力本部事務局長）
- 淵上隆（14年ドミニカ共和国大使）
- 三上正裕（22年ベルギー、北大西洋条約機構日本政府代表部大使・19年カンボジア大使・17年国際法局長）
- 道井緑一郎（23年フィジー大使）
- 南博之（24年特命全権大使（国際テロ対策・組織犯罪対策協力担当）・20年コンゴ民主共和国大使）
- 山田重夫（23年駐米大使・21年外務審議官(政務担当)・19年総合外交政策局長）
- 吉田朋之（23年日本国際問題研究所所長・20年外務報道官・19年中南米局長・17年軍縮不拡散・科学部長）

## 著書
- 『聖像画論争とイスラーム』知泉書館 2003年
- 『2011年以降の中東情勢をめぐって : 座談会・若林啓史氏に聞く : サイクス・ピコ協定100周年に寄せて』（共著）関記念財団 2016年
- 『シリアの悲嘆 : キリスト教徒虐殺事件一八六〇年』知泉書館 2019年